# Dedinszky Ferenc
Dedinszky Ferenc (Debrecen, 1953. december 8. –) mérnök-közgazdász, informatikus, szakíró. A történelmi Dedinszky család leszármazottja.

## Tanulmányai
1972-ben Debrecenben a Fazekas Mihály Gimnázium speciális matematika tagozatán érettségizett, mellyel egyidejűleg ALGOL-60 programozói oklevelet szerzett.
1972–1977 között a Leningrádi Mérnök-Közgazdász Egyetem – ma Szentpétervári Állami Közgazdaságtudományi Egyetem – gépi adatfeldolgozás szakán végezte tanulmányait, ahol ipar szakos mérnök-közgazda honosításnak megfelelő diplomát szerzett.
1984–1986 között a Marx Károly Közgazdaságtudományi Egyetem Közgazdasági Továbbképző Intézet posztgraduális képzésén számítástechnikai szakközgazda oklevelet szerzett.
A Zrínyi Miklós Katonai Akadémia Doktori Iskolájának 1986–1988 között elvégzett képzését követően 1989-ben egyetemi doktorrá (dr. univ.) avatták. Doktori értekezésének címe: „Decentralizált integrált adatbázis-hálózat kialakítása a Magyar Néphadseregben".
2004-ben a Magyar Közigazgatási Intézetnél közigazgatási szakvizsgát tett.
A Neumann János Számítógép-tudományi Társaság (NJSZT) informatikai alkalmazás tervezési szakértője.

## Életpályája
1977–1990 között a Magyar Néphadsereg állományában műszakvezetői majd rendszerszervezési- és programozási osztályvezetői beosztásokat látott el. 1979-től 2003-ig hivatásos katonatiszt. 1990–2003 között a Honvédelmi Minisztérium (HM) informatikai szervezeti egységeinél dolgozott. 1998-tól vezette a 2000. év problémája megoldására létrehozott tárcaszakértői csoportot. 2001–2002-ben a HM Informatikai és Hírközlési Főosztály megbízott vezetője.
Részt vett az ország NATO-csatlakozásának előkészítésében. 2001–2002-ben Magyarország képviselője a NATO Tanácsadó, Vezetési és Irányítási Tanácsban (NATO C3 Board – amely a NATO legmagasabb szintű informatikai és hírközlési testülete). 1999–2003 között a testület Informatikai Albizottságának tagja volt, valamint a NATO Tanácsadó, Vezetési és Irányítási Ügynökség (NATO C3 Agency) Szakértői Tanácsadó Fórumában képviselte Magyarországot. Katonai delegációkat vezetett Washingtonba, Párizsba, Rómába, Genovába. Számos konferencián és katonai tanácskozáson képviselte Magyarországot, többek között San Diegóban, Los Angelesben, Seattle-ben, Londonban, Konstanzban.
Ezredesi rendfokozatban, 26 év hivatásos katonai szolgálat után 2003-ban kérte szolgálati nyugállományba helyezését.
Ezt követően, 2003–2010 között a Miniszterelnöki Hivatalnál kormány-főtanácsadó, az Elektronikuskormányzat-központ főigazgató-helyettese.
2008–2010 között közigazgatási hatáskörrel ellátta az informatikai biztonsági felügyelő feladatokat is.
2018-tól az IT-Seniors Szellemi Dolgozók Közérdekű Nyugdíjas Szövetkezet igazgatóságának elnöke.

## Munkássága
2004-ben a XIV. Információtechnológiai Világkongresszuson Athénban ő írta alá a magyar kormány nevében az elfogadott záródokumentumot, „Az állampolgári szolgáltatások technológiai fejlesztéséről" szóló nyilatkozatot.
2004–2010 között Brüsszelben az Európai Unió legfelsőbb elektronikus kormányzati informatikával foglalkozó szervezetében (Pan-European eGovernment Services Committee, PEGSCO), majd annak utódszervezetében (Interoperability Solutions for European Public Administrations (ISA) Committee) volt Magyarország hivatalos képviselője. 2008–2010 között részt vett a Semantic Interoperability Expert Group (SEMIC) szakértői munkájában. AZ EU Komitológiai Munkacsoport tagja az informatikai biztonság, valamint az RFID rádiófrekvenciás azonosítás témakörökben.
Az új generációs internet kutatási program 2007–2010. „8. Kritikus információs infrastruktúrák védelme” kutatási terület partner-résztvevője.
Az Elektronikus Közigazgatási Keretrendszer kialakítása (EK3) című európai uniós forrásból támogatott kiemelt projekt vezető projektmenedzsere (2008–2010).
2010-ig a Nemzeti Információs Infrastruktúra Fejlesztési Program (NIIFP) Programtanács üléseinek a Miniszterelnöki Hivatal által delegált állandó résztvevője. 2004–2006 között a Kormányzati Informatikai Egyeztető Tárcaközi Bizottság (KIETB) titkára, 2007–2010 között a Közigazgatási Informatikai Bizottság (KIB) Jogi és Műszaki Szabályozási Albizottságának titkára.
2007–2009 között az ECDL Akkreditációs Bizottság tagja.
2009–2010-ben kormányzati iratkezelő rendszerek (KIR) Kijelölési Bizottság tagja. 2010-ben a NATO Minősített beszállítók elbírálása szakértői bizottság tagja.
Kormánytisztviselői jogviszonya nyugállományba vonulással 2010. novemberben szűnt meg.

## Megjelent könyvei
Számítástechnikai szakíróként elsősorban a dBase alapú adatbáziskezelő nyelvek alkalmazásáról, valamint a Clipper programnyelv ismertetéséről jelent meg több könyve. Ezek mellett népszerű-tudományos ismeretterjesztő műveket is megjelentetett.
- Számítástechnika a történelem tanításban, Sulikomp sorozat, Novotrade, 1987 (szerzőtárs: dr. Horányi István) ISBN 963 02 4874 3[20][21]
- Programozási segédszoftverek IBM PC-re 1. Saywhat képernyőszerkesztő, DBU adatbázis-karbantartó, Debug nyomkövető, LSI Oktatóközpont a Mikroelektronika Alkalmazásának Kultúrájáért Alapítvány, 1990. Összkötet: ISBN 963 04 0305 6, 1. kötet: ISBN 963 04 0306 4[22]
- Programozási segédszoftverek IBM PC-re 2. Clipper segédprogramok, LSI Oktatóközpont a Mikroelektronika Alkalmazásának Kultúrájáért Alapítvány, 1990 ISBN 963 576 013 2[23]
- Barátom a Winchester, Számalk könyvkiadó, 1991 ISBN 963 553 291 1
- Clipper 5.0, LSI Oktatóközpont a Mikroelektronika Alkalmazásának Kultúrájáért Alapítvány, 1991. ISBN 963 576 076 0
- Clipper 5: 5.0, 5.01 és segédprogramjai, ComputerBooks, 1992 ISBN 963 7642 07 2 ISBN 963 7642 69 2 ISBN 963 618 131 4 ISBN 963 7642 91 9[24]
- dBFast: Clipper, dBase, FoxBase, adatbáziskezelés Windows alatt, ComputerBooks, 1992. (szerzőtárs: Kőhegyi László) ISBN 963 7642 41 2[25]
- FoxPro 2.0,ComputerBooks, 1992 (szerzőtárs: Balogh János) ISBN 963 7642 23 4 ISBN 963 7642 94 3 ISBN 963 6180 38 5[26]
- Kézenfogva – a gépvásárlástól a programozásig, Múzsák Közművelődési K. Reál szerkesztősége, 1993. ISBN 963 564 498 1[27]
- Clipper a gyakorlatban, ComputerBooks, 1993 ISBN 963 7642 77 3 és ISBN 963 618 013 X[28]
- CA-Visual Objects: Objektumorientált xBase programnyelv Windows alá, ComputerBooks, 1995. ISBN 963 618 069 5

## Megjelent cikkei
- E-Világ.hu: Az e-kormányzás az Európai Unióban és Magyarországon (Szerzők: dr. Frigyesi Veronika, dr. Dedinszky Ferenc, Fukker Gabriella, Mérei Emil) E-Világ
- Dr. Dedinszky Ferenc – Frigyesi Veronika – Fukker Gabriella – Mérei Emil:  E-kormányzás: lehetőség, kényszer és valóság.  Híradástechnika,  LX. évf.  3. sz. (2005. március)   33–35. o. arch Hozzáférés: 2022. július 6.
- Az e-kormányzás gazdasági és társadalmi hatásai (Szerzők: Frigyesi Veronika, Dedinszky Ferenc, Fukker Gabriella, Mérei Emil) Valóság
- Számítógéphálózat kialakításának szükségessége a Magyar Néphadseregben, Honvédelem 1989. 1. szám

## Egyéb publikációi
- A Közigazgatási Informatikai Bizottság 19. számú ajánlása a közigazgatás szervezetei által működtetett honlapok tartalmi és formai követelményeire (Slemmer Lászlóval közösen) KIB 19. ajánlás
- A Közigazgatási Informatikai Bizottság 21. számú ajánlása Az ügyfélkapu és hivatali kapu kapcsolódás műszaki specifikációja KIB 21. ajánlás
- A Közigazgatási Informatikai Bizottság 22/1. (2.0) számú ajánlása: Kormányzati Intézmények Informatikai Stratégiájának készítése KIB 22_1. Ajánlás

## Konferencia előadásai
- A vezeték nélküli internet-technológia szerepe az elektronikus kormányzásban, Mobilitas konferencia, Budapest, 2004
- M-Government Konferencia (első nemzetközi mobil-kormányzati konferencia) Budapest, 2004 – Konferenciazáró, értékelő előadás
- eGovernment 2005 Hungary, The Innovative Actions Network for the Information Society (IANIS) conference, Budapest, 2004[29]
- Az állami szerepvállalás jelentősége az elektronikus dokumentumkezelés elterjedésében, Institute for International Research (IIR-Hungary) Szakkonferencia a dokumentumkezelésről, Budapest, 2005
- eGovernment in Hungary, Strategy and action plan, Sydney, 2005
- Informatikai stratégiakészítés a KIETB 22. számú Ajánlása alapján, Kormányzati Informatikai Konferencia, Pünkösdfürdő, 2005. 12. 02.
- Tájékoztató az EU 20 szolgáltatás megvalósításának helyzetéről az E-Kormányzat Operatív Bizottság (EKOP) részére, 2006. 02.
- E-kormányzat 2005 Stratégia – Eredmények és továbblépés, a Nemzeti Hírközlési és Informatikai Tanács (NHIT) 2006. 03. 06-i ülésére
- Tájékoztató a Központi Elektronikus Szolgáltató Rendszerről, APEH, Könyvelők Fóruma, 2006. 03. 30.
- Kihívások a sikeres Ügyfélkapuért, E-Magyarország, e-kormányzat konferencia, Siófok, 2006. 04. 27.
- Az Ügyfélkapu tapasztalatai – gép vagy ember?, Ügyfélszolgálati konferencia, Zalakaros, 2006. 09. 21.
- A kormányzati informatika átalakítása és a fejlődési irányok, Híradástechnikai Tudományos Egyesület konferenciája, Balatonkenese, 2006. 10. 05.[30]
- A Kormány közigazgatási informatikai stratégiájáról és feltételeinek megteremtéséről, XVI. Országos Térinformatikai Konferencia, Szolnok, 2006. 11. 09.[31]
- Hol tartunk ma? (e-kormányzás, e-ügyintézés az Európai Unióban és Magyarországon), Internet Fiesta, 2007. 03. 27.
- Tények, adatok a kormányzat elektronikus szolgáltatásairól, Internethajó, 2007. 05. 10.
- E-közigazgatási keretrendszer, ÁROP kiemelt projekt, RKH-EKK szakmai konzultációs nap, 2007. 11. 06.[32]
- Információbiztonság a Magyar Köztársaság közigazgatásában, Robothadviselés 7. tudományos konferencia, 2007. november 27.[33]
- Önkormányzati interoperabilitás (EU ajánlás) és az E-közigazgatási Keretrendszer projekt, Közigazgatási Informatikai Bizottság, E-közigazgatási Albizottság ülése, 2008. 01. 31.
- Az E-közigazgatás 2010 Stratégia kiemelt projektjei, E-kormányzati megoldások Workshop, 2008. 03. 13.
- 84/2007. (IV.11.) korm. rendelet: elvárások és határidők, Kürt Zrt. üzleti reggeli, 2008. 03. 20.
- Informatikai biztonsági ajánlások önkormányzatok számára, Jegyző és Közigazgatás konferencia, 2008. 04. 24.
- Törvénytervezet az informatikai biztonságról, 10. Gyires Béla informatikai nap, Debrecen, 2008. 06. 06.
- Informatikai biztonsági elvárások, Budapesti Kereskedelmi és Iparkamara Konferencia, 2008. 07.02.[34]
- Az e-befogadás, az e-közigazgatási keretrendszer, és a közigazgatási szervezetfejlesztés kapcsolata, E-Government 2008 konferencia nyitó előadás: A keretrendszer célja, Budapest, 2008. 10. 15.
- Az e-ügyintézés biztonsági vetülete, E-ügyintézés 2008. Institute for International Research (IIR-Hungary) Szakkonferencia, 2008. 10. 15.
- E-közigazgatási keretrendszer, Megyei Jogú Városok Szövetsége Informatikai Bizottság ülésnapja, Győr, 2008. 12. 04.
- Fenntarthatóság az infokommunikációban, Miniszterelnöki Hivatal, Elektronikus Közigazgatási Keretrendszer Kialakítása (EK3) szakmai konferencia, 2009. 03. 17.[35]
- Az informatikai biztonság szabályozásának aktuális helyzete, Információvédelem Menedzselése XXXV. Szakmai Fórum, Hétpecsét Információbiztonsági Egyesület, Budapest, 2009. 03. 18.
- Az informatikai biztonságról szóló törvény jelenlegi állása, a bevezetéssel kapcsolatos szállítói és közbeszerzési feladatok, Központosított Közbeszerzési Konferencia, Balatonőszöd, 2009. 03. 20.
- Biztonságos-e az Ügyfélkapu? Neumann János Számítógép-tudományi Társaság (NJSZT) konferenciája, 2009. 05. 26.[36]
- Az e-közigazgatás folyamatai és biztonsága, Institute for International Research (IIR-Hungary) Szakkonferencia, 2009. 10. 01.
- Az elektronikus közszolgáltatások informatikai biztonságának jogi szabályozása, Információvédelem Menedzselése XXXVIII. Szakmai Fórum, Hétpecsét Információbiztonsági Egyesület, 2009. 11. 18.
- Az elektronikus közszolgáltatások informatikai biztonságának jogi szabályozása, Kürt üzleti reggeli, 2009. 11. 24.[37]
- Az informatikai biztonsággal kapcsolatos – önkormányzatokat is érintő – új jogszabályok, Intelligens Települések Országos Szövetsége (ITOSZ) Szakmai Nap, 2010. 03. 11.
- Az informatikai biztonság szabályozása, Institute for International Research (IIR-Hungary) Szakkonferencia, 2010. 06. 08.